# Старокорсунська
Старокорсунська — станиця в Краснодарському краї, адміністративно підпорядкована адміністрації Карасунського округу міста Краснодар.
Населення — 10,8 тис. мешканців (2002).

## Географія
Станиця розташована на високому правому березі Кубані (Краснодарське водосховище), за 12 км східніше селища Пашківський на трасі Краснодар-Усть-Лабинськ. Залізнична платформа Стопятый на залізниці Краснодар — Кропоткін розташована за 5 км, приміські поїзда.

## Економіка
Підприємства сільського господарства, рибальство.
Одне із перший поселень  чорноморських козаків, заснована восени 1794 року. Корсунський курінь прибув із групою козаків під проводом військового отамана Захарія Чепіги.

## Відомі люди
В станиці народилися:
- Муравйов Юрій Васильович (1934—2000) — український живописець.
- Чечетко Микола Карпович — Герой Радянського Союзу.
- Щербина Никифор — український поет.